# ナナ・ムスクーリ

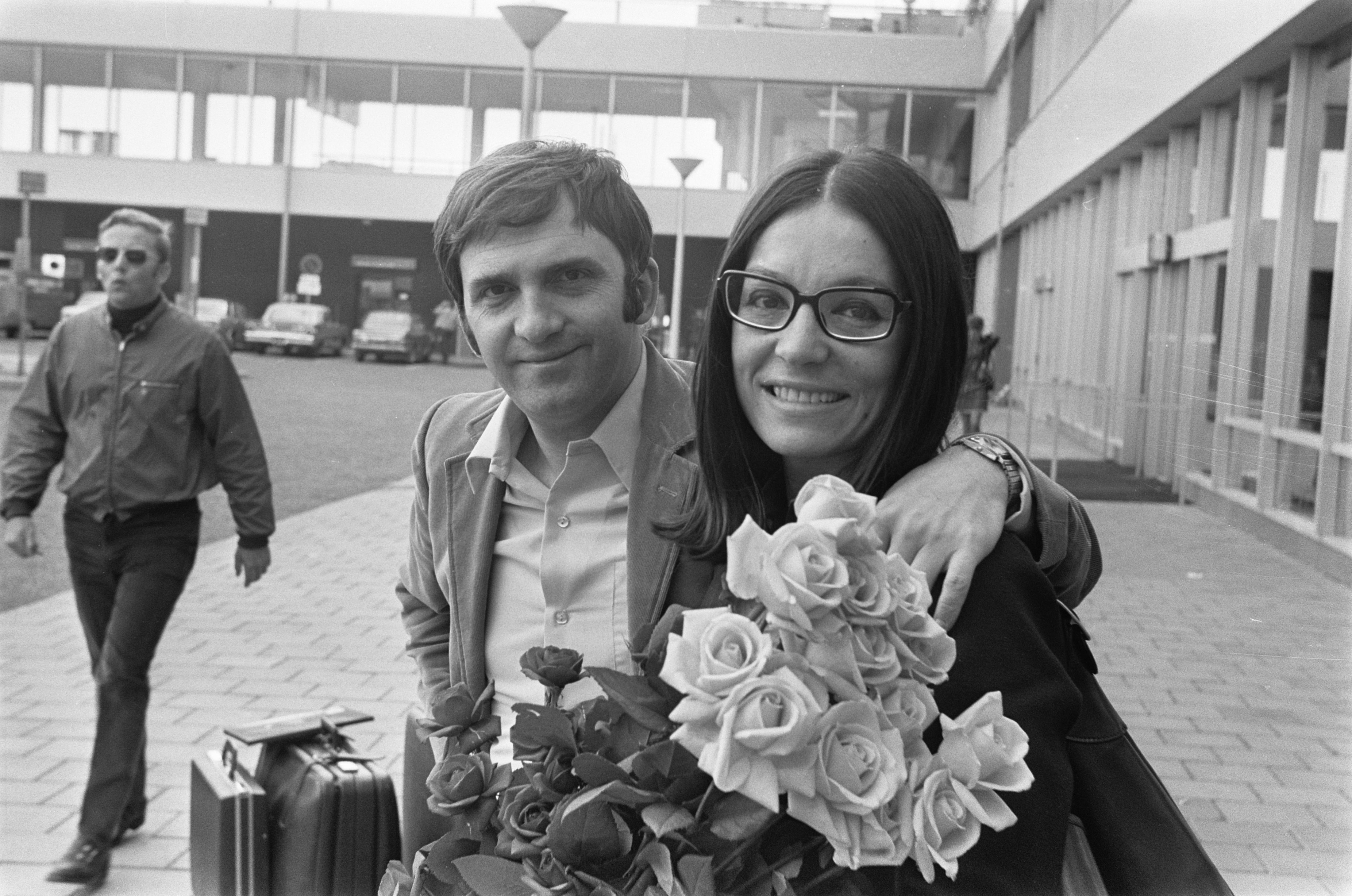
夫のジョルジュ・ペツィラスと（1971年）

ナナ・ムスクーリ（Nάνα Μούσχουρη [ˈnana ˈmusxuri] 、ラテン文字翻字: Nána Moúschouri、ただし本人使用のラテン文字表記: Nana Mouskouri、1934年10月13日 - ）は、世界的に有名なギリシャ人の歌手。政治家としても多少活動している。本名はヨアンナ・ムスクーリ（Ιωάννα Μούσχουρη [ioˈana ˈmusxuri] 、ラテン文字翻字: Iōánna Moúschouri）。

## 名前
姓の Μούσχουρη はラテン文字に翻字すると Moúskhouri で、ギリシャ語の発音としては「ムスフーリ（ムスホゥーリ）」[ˈnana ˈmusxuri] である。ただし、Mouskouri という表記で活動しており、日本語表記もそれに倣っている。

## 概要
1934年10月13日、クレタ島に生まれた。子供時代は「ナナ」というあだ名で知られていた。
全世界で300万枚以上のレコード、450枚のアルバムを発売し、15言語（ギリシア語、フランス語、英語、スペイン語、イタリア語、ドイツ語、ラテン語、ポルトガル語、日本語など）で約1500曲の歌を発表した。また、世界中で230以上のゴールドおよびプラチナディスクを記録している。世界で最も、レコードの売り上げが多い歌手の一人であり、その売り上げ枚数は、2億3000枚以上ともいわれる。
クラシックの素養に裏打ちされた歌唱力もあって、持ち歌のレパートリーは大変広く、ジャズからポップス、クラシック、ギリシャ音楽からラテン、各国の民謡・童謡まで、オールラウンドにこなす。ヒット曲は「愛」をテーマにしたものが多く、憂鬱、切望、および感傷的な黙想を愛の歌によって、かもし出しているといわれている。1960年代からレコードをリリースし続けており、その市場はヨーロッパ、南北アメリカ、韓国を中心としたアジア、オーストラリア、ニュージーランドなど世界中に広がっている。中東でもコンサートが企画されたことがある。
その一方で、EU議会では過去にギリシャ代表として政治活動も行い、また現在もユニセフの親善大使を務めており、各地で平和を訴えるコンサートを行っている。

## 若年期
ムスクーリ一家はクレタ島に住んでいた。彼女の父親・コンスタンティーヌは、地元の映画館に映写技師として、母親・アリスも同じ所で、女子案内係として働いていた。ナナが3歳の頃に、家族でアテネへ移る。両親は、ナナと姉ジェニーを、名門のアテネ音楽学校に通わせようと、仕事に励んだ。
彼女は、6歳ごろから音楽の才能を示していた。また、生まれつき声帯の膜が一つしかなかったという（通常は二つ）。これが、彼女の話すときの嗄れ声と歌うときの音域の広さを生み出している。なお、2歳年上の姉ジェニーも、親からオペラ歌手になることを期待されていたという。
当時のギリシャはナチスの占領下にあり、父親・コンスタンティーヌは、反ナチス運動に加わっていた。そんな貧しい生活の中で、彼女は12歳から歌唱のレッスンを受けていた。家庭の財政は非常に厳しく、レッスン料が払えないほどであった。しかし先生は、彼女に才能があることを見込んで、無料でレッスンをしてくれたという。また、彼女は当時、ラジオを通して、フランク・シナトラやエラ・フィッツジェラルド、ビリー・ホリデー、エディット・ピアフなどを好んで聴いていた。
1950年、アテネ音楽学校に入学する。ナナはピアノ科と和声科を専攻し、自身の歌っていたオペラとクラシックを熱心に研究した。そんな中、1958年に、友人からジャズをやってみないかと勧められ、アルバイトでジャズを歌い始める。ナイトクラブなどで歌を披露し、ラジオにも出演するようになった。しかし、これらの活動が、音楽学校の教授にばれてしまい、学校から追放されてしまう（このころ、アテネ音楽学校では、ジャズを音楽でないように扱っていたとされている）。かくして、オペラ歌手になるという彼女の夢は閉ざされた。

## 歌手活動
1957年に、ギリシャ語と英語で録音された「Fascination」で、レコードデビューを果たす。翌1958年には、作曲家のマノス・ハジダキスと出会い、歌声を評価され、ハジダキス作曲の「Kapou Iparchi Agapi Mou」を発表し、初のチャート1位を獲得。その名が知られるようになった。その後も好調なセールスを見せ、パリのレコード会社・フィリップスフォンタナと契約を結んだ。
1962年ジョルジュ・ブラッサンスとオランピア劇場で共演。
1963年には、生活の拠点をパリへ移す。同年のユーロビジョン・ソング・コンテストでは、ルクセンブルクから出場。ここで「À force de prier」を披露し、高い評価を獲得。この曲で、フランスのGrand Prix du Disque（フランス・ディスク大賞）を受賞した。
また同年、国連難民救済機関（現在のUNHCR）からチャリティー企画された、『All Star Festival』というLPアルバムに参加し、「Ximeroni」を収録した。このアルバムには、ルイ・アームストロング、モーリス・シュバリエ、ナット・キング・コール、ビング・クロスビー、ドリス・デイ、エラ・フィッツジェラルド、エディット・ピアフ、マヘリア・ジャクソン、カテリーナ・バレンテ、アン・シェルダン、パティ・ペイジなどそうそうたるアーティストが名を連ねている。
1965年、2枚目の英語アルバム『Nana Sings』を、クインシー・ジョーンズのプロデュースにより、アメリカでリリースする。ハリー・ベラフォンテは、これを大いに評価した。これをきっかけとしてナナは、彼の北米ツアーに参加した。またライブデュオアルバム『An Evening With Belafonte/Mouskouri』を発表する。このときのツアーにおいて、ベラフォンテが、ナナのトレードマークであるメガネを、舞台上で掛けないよう彼女に注意した。ナナはこれに大きな不満を抱いたという。結局、ベラフォンテは折れて、彼女の考えを認めた。これ以前にも、フランスのプロデューサーらが、彼女をメガネなしの流行アイドルとして売り出そうとしたが、ナナ自身がメガネは自分の一部であると主張して、これを断固拒否した。
1967年、フランスでアルバム『Le jour où la colombe』を発売する。このアルバムでは、「Le temps des cerises（さくらんぼの実る頃）」といったフレンチポップの曲も披露し、大きなヒットを記録した。同年には、パリのオランピア劇場に、ジルベール・ベコーの前座として3週間共演した（1969年以降は自身のステージとして、オランピア劇場では何度も公演をしており、ここでのコンサートの模様が収録されたレコード・CDも数多くリリースされている）。このころ、長男ニコラスを出産した。メガネをかけながら身重でオランピアのステージに立った。
その頃、イギリスBBCのプロデューサー、イヴォンヌ・リトルウッドにスカウトされて、BBCの番組『Presenting Nana Mouskouri』『Nana and guests』の司会を務めた。1969年には、アルバム『Over and Over』をイギリスでリリースし、2年間ヒットチャートに残るほどの大ヒットを記録した。
1974年にはニュージーランド、オーストラリア、日本（中野サンプラザ）を廻るツアーを行った。
1979年に発表した、英語のアルバム『Roses and Sunshine』は、ニール・ヤングやボブ・ディラン、ジョン・デンバーなどの音楽性を下地にして、フォークやカントリーソングの要素をとりいれている。このアルバムは世界中でヒットし、特にカナダで高い評価を得た。
1981年のアルバム『Je chante avec toi Liberté』の「Nabucco de Verdi ,Song for liberty, Libertad, Je chante avec liberte（『ナブッコ』行け我が想いよ、金色の翼に乗って、自由よ私はお前と唄う）」も、フランスで高評価を得たあと、各言語に翻訳され、世界中でヒットになった。
1984年には、故国における初の公演を行うため、ギリシャに戻った。このコンサートはDVDとしてリリースされていて現在も入手できる。
1985年、BBCのテレビシリーズ用に「Only Love(オンリーラブ)」をレコーディングし、イギリス音楽チャートの1位に登りつめた。また、フランス語バージョンの「L'Amour en héritage」も大ヒットした。同年には、スペイン語のシングル「Con Todo el Alma」もリリースし、スペイン、アルゼンチン、チリで大成功を収めた。
1987年には、韓国、台湾、シンガポール、香港、マレーシア、タイなどのアジアで、コンサートツアーを行った。
1988年、古典オペラなどを収録した2枚組アルバム『The Classical Nana（別名：Nana Classique）』を発売した。古典的な曲に着目した作品である。

## 政治活動
1993年に、ユニセフ親善大使に任命されて、この間ボスニア紛争で傷ついた子供たちへの活動などを行なっている。また、ギリシャの新民主主義党政権から推されて、1994年から1999年まで欧州議会の議員を務めた。

## 現在
2004年、ベルリンで行われた70歳記念コンサートにて、引退を宣言する。この記念コンサートもDVDとして発売されている。2005年から2008年にかけて、アメリカ合衆国、ヨーロッパ、オーストラリア、アジア、南アメリカ、カナダの各地で、歌手としての最後のフェアウェル・ワールドツアー・コンサートを実施。2008年7月23・24日のアテネ・アクロポリスのHerod Atticus劇場でのコンサートは、当初は23日だけだったものの即日完売となり、急遽24日が追加されたが、こちらもすぐに完売となった。このことは、AFPなどのメディアを通じて世界中で報道された（しかし日本では全く報じられなかった）。このコンサートは記録映画として収録されDVDとして発売されている。2011年11月29日にはドイツ、ベルリン・フィルハーモニーにて「50 Jahre Weiße Rosen」（アテネの白いバラ）活動50周年記念コンサートが行われた。また、50周年を機会に、各国で新しいアルバムも次々に発表されている。
2005年には、ギリシャの音楽大賞「アリオン」に出場し、ギリシャ文化大臣のエヴァンゲロス・ヴェニゼロスから、功労賞を授与され、注目を集めた。その後も、フランスでレジョンドヌール勲章を、ドミニカでも勲章を授与されている。2007年9月には、その音楽活動に対して、ドイツのルートウィヒスハーフェンで、Platinum Lifetime Awardを受賞した。
2006年に、自叙伝『To onoma mou ine Nana』がギリシャで出版された。2007年にはフランス語版『Nana Mouskouri - Memoires - La fille de la Chauve-souris』と英語版『Nana Mouskouri - Memoirs』が、2008年には韓国語版『나나 무스꾸리저문학세계사』、ドイツ語版『Nana Mouskouri - Stimme der Sehnsucht　Meine Erinnerungen』が出版される。
また、ユニセフの親善大使としての活動を続けており、1997年のニューヨーク、2006年のドミニカ、2008年のルーマニアなどで、平和や子供たちのためにコンサートを行っている。2011年12月にも同じくルーマニアのブカレストで、ユニセフの慈善コンサートが行われた。
2008年以降、フランス、ドイツ、イギリスなどで過去にテレビ番組として放映されたナナのライブ映像が、ヨーロッパを中心に数多くの国々において、特別番組として再編集された上で、何度も放映されている。
現在は、再婚したアンドレ・シャペルとスイスに暮らしている。なお、息子ニコラスはNik Petsilasの名で映画関係の仕事を、娘はレヌー（Lénou）の名で歌手活動をし、母親のナナのステージにもしばしば共演している。

## 日本での活動
1974年に初来日し、中野サンプラザ等で公演を行った。7月22日・23日に行われたコンサートのチケットは3週間前には完売し、当日は両袖に立ち見客も出るほど大盛況だったという（後述のLP『ナナ・ムスクーリ ビッグショー』の解説より）。
同年8月4日の20:45 - 21:30に放送されたNHK総合テレビの『ビッグショー』に、外国人としてはミルバに次ぐ、2人目のビッグアーティストとして、ジ・アテニアンズとのワンマンショーが放送された。この模様は、日本制作のLP『ナナ・ムスクーリ ビッグショー』に収録されている。なお、この『ビッグショー』の収録は、7月12日にNHK放送センターのCT・101スタジオで、記者会見は7月23日午後1時から六本木のTSK・CCCターミナルビルで行われたという。記者会見は当時の夫（ジョルジュ・ペツィラス Yorgos Petsilas）と出席したが、予定の1時間をはるかに越え、次のレセプションに30分も食い込む異例の長時間となった。また、1974年の8月中旬には、NHK教育テレビ『フランス語講座』で特集番組が放送され、評論家の葦原英了と出演した。
このころ、「赤とんぼ」「シェルブールの雨傘」「イルエストパッセ、消えうせた夢（想い出の旅立ち）」の3曲を、日本語でレコーディングしている。これら以外にも1970年代から1980年代にかけて、日本でもフィリップス・フォンタナレーベルから、独自の編集のLPアルバムやシングルレコードが、数多くリリースされている。
また、テレビドラマやテレビCFで、彼女の曲が多く起用されている（詳細は後述）。そのほか、「『ナブッコ』行け我が想いよ、金色の翼に乗って、自由よ私はお前と唄う）」などが、テレビ番組のイメージソングとして放送された。さらに、1972年1月の『世界のワンマンショー』（NHK）では、「ナナ・ムスクーリショー」がとりあげられた。また、BS放送の初期に、ギリシャ公演の映像がNHKで放映されたという。
近年では、IOCの東京での会合のために、来日したという（CMや来日については、NANA GOSPELのリーフレットそのほかを参照）。

### 日本での主なヒット曲・アルバム
ナナの歌は、日本ではヒーリング音楽として受け入れられており、オムニバスアルバムの一曲として編集されていることが多い。
また、過去にはテレビドラマやCMにも多くとりあげられている。
- 日曜はダメよ（1960年）
- Plaisir d'amour（愛の歓び、1971年） - 丸増（1990年）
- Amazing grace（アメイジング・グレイス、1972年） - AGF・マキシム テレビCF（1989年）、『傷だらけのラブソング』（2001年、関西テレビ）、『3年B組金八先生 第5シリーズ』（1999年 - 2000年、TBS）
- 谷間に三つの鐘がなる（1972年）
- 青空の恋人（1976年）- 住友信託銀行 テレビCF（1991年）
- 『ナブッコ』行け我が想いよ、金色の翼に乗って、自由よ私はお前と唄う（1981年）
- Athina（1984年）
- アマポーラ（1984年） - 日産・ローレル テレビCF
- Only Love（オンリーラブ、1986年） - 『百年の物語』（2000年、TBS）、『自然賛歌』（広島ホームテレビ）
- Love Me Tender（1986年）
- La violetta（花売り娘、1989年）- パナソニック テレビCF、AGF・マキシム「メローネスが香っている」テレビCF（1989年）
- Oh Happy day（1990年）